# Achille Totaro
Achille Totaro (né à Florence, le 24 septembre 1965) est un homme politique italien.